# Jorge Marchant
Jorge Alfonso Marchant Lazcano  (Santiago, 9 de marzo de 1950) es un escritor, dramaturgo y periodista chileno.

## Biografía
Hijo de Jorge Marchant Montalva y María Ester Lazcano Cuevas, estudió en el Instituto de Humanidades Luis Campino y luego en la Universidad de Chile, donde se tituló de periodista en 1974. Dio sus primeros pasos literarios durante el gobierno de la Unidad Popular encabezado por Salvador Allende y su maestro, Alfonso Calderón lo invitó a escribir su primer título para la editorial estatal Quimantú, pero Los años 20 en Chile es destruido con el advenimiento de la dictadura liderada por el general Augusto Pinochet.
Durante dos años se desempeña como jefe de redacción de la revista Paula mientras paralelamente escribía crítica literaria en el vespertino La Segunda.
En 1977 publica en Buenos Aires su primera novela, La Beatriz Ovalle, que se convirtió en un gran éxito con varias ediciones.
En 1982 aparece su novela corta La noche que nunca ha gestado el día, y, cuatro años más tarde, el volumen de cuentos Matar a la Dama de las Camelias. Al mismo tiempo comienza su incursión en el teatro con Gabriela (1981), pieza en torno a la vida de la poetisa Gabriela Mistral  y Última edición (1983), un retrato irónico del interior de una revista femenina con gran éxito de público. 
Varios de sus cuentos se incluyen en antologías nacionales e internacionales; así, participa —junto a Manuel Puig, Reinaldo Arenas y Luis Zapata, entre otros— en la antología de narrativa homosexual latinoamericana My deep dark pain is love, editada por Gay Sunshine Press en 1983 en San Francisco. 
A finales de los años 80 comienza a trabajar en Televisión Nacional de Chile (TVN), escribiendo guiones para teleseries; ocupación mal vista en aquellos años, Marchant recibe duras críticas. Pese a todo, eso abrió la puerta para que otros escritores ingresaran a la incipiente industria de la televisión. Su creación más relevante durante esa etapa fue Volver a empezar (1990). Durante la década de 1990 escribe varias teleseries que son consideradas clásicas en su género, y sienta las bases para una dramaturgia televisiva de amplias repercusiones en Chile.
El paréntesis televisivo dura alrededor de una década, aunque siguió como asesor de TVN hasta 2009. En 1999 estrena el drama No me pidas la luna y tres años después su novela Me parece que no somos felices, seguida por La joven de blanco (2004), ambas de estilo histórico y gran reconocimiento por parte de la crítica. 
Su trabajo más personal y destacado se vuelca en la creación de las siguientes novelas Sangre como la mía (2006) (Premio Altazor 2007) —a partir de la cual Marchant hace pública su homosexualidad— y el El amante sin rostro (2008; finalista del citado galardón al año siguiente). Sangre como la mía será publicada posteriormente por Editorial Egales en Barcelona y la traducción francesa aparecerá en Autrement. En 2012 Tajamar Editores sacó la edición definitiva de esta novela, que, adaptada por Juan Claudio Burgos, fue llevada al teatro con dirección de Jimmy Daccarett en 2011 gracias a una beca Fondart. En un texto de presentación del libro, Marchant escribe: "Para un escritor homosexual es un verdadero deber moral escribir sobre el flagelo del sida, como un escritor judío escribe sobre el Holocausto. Es nuestro propio 'nunca más'. Así lo han entendido perfectamente algunos talentosos escritores anglosajones, y desde mi modesta posición latinoamericana, me sumo a la tarea".
Para la construcción de estas novelas, a la que se le suman La promesa del fracaso (2013) y Cuartos oscuros (2015), la experiencia de vida entre Santiago de Chile y Nueva York le ha servido como gran aliciente cultural.

## Premios
- Premio Altazor 2007 por Sangre como la mía
- Finalista del Premio Altazor 2009 por El amante sin rostro

## Obras
Narrativa
- La Beatriz Ovalle o Cómo mató usted en mí toda aspiración arribista, novela, Ediciones Orión, Buenos Aires 1977 (Editorial Renacimiento, Santiago, 1981)
- La noche que nunca ha gestado el día, novela corta, Ediciones Cerro Santa Lucía, Santiago, 1982
- Matar a la Dama de las Camelias, cuentos, Ediciones Cerro Huelén, Santiago, 1986
- Me parece que no somos felices, novela histórica, Alfaguara, Santiago, 2002
- La joven de blanco, novela histórica, Alfaguara, Santiago, 2004
- Sangre como la mía, novela, Alfaguara, Santiago, 2006 (Egales, Barcelona, 2008; Tajamar Editores, Santiago, 2012)
- El amante sin rostro, novela, Tajamar Editores, Santiago, 2008
- El Ángel de la patria, novela histórica, Grijalbo, 2010
- La promesa del fracaso, Tajamar Editores, Santiago, 2013
- Cuartos oscuros, Tajamar Editores, Santiago, 2015
- Desconfianza, novela, Tajamar Editores, Santiago, 2017
- De ahí venía el miedo, novela, Tajamar Editores, Santiago, 2020
- El favorito de las viejas (Una novelita sobre el marqués de Cuevas), novela, Editorial Cuarto Propio, Santiago, 2022.
- Asuntos mal tratados, novela, Editorial Cuarto Propio, Santiago, 2024.

Dramaturgia
- Gabriela, Ediciones Cerro Santa Lucía, Santiago, 1981. Dirigida por Abel Carrizo-Muñóz.
- Última edición, dirigida por Fernando González en 1983
- Cómo tú me quieras, 1986. Dirigida por Eugenio Guzmán.
- No me pidas la luna. Dirigida por Ana Reeves en 1999.

### Telenovelas
| Año  | Trabajo               | Función                         | Emisora             |
| ---- | --------------------- | ------------------------------- | ------------------- |
| 1988 | Bellas y audaces      | adaptador y jefe de guion       | Televisión Nacional |
| 1989 | A la sombra del ángel | autor principal y jefe de guion | Televisión Nacional |
| 1991 | Volver a empezar      | autor principal y jefe de guion | Televisión Nacional |
| 1992 | Trampas y caretas     | adaptador y jefe de guion       | Televisión Nacional |
| 1993 | Jaque mate            | adaptador y jefe de guion       | Televisión Nacional |
| 1994 | Rompecorazón          | adaptador y jefe de guion       | Televisión Nacional |
| 1995 | Estúpido cupido       | adaptador y jefe de guion       | Televisión Nacional |
| 1996 | Loca piel             | autor principal y jefe de guion | Televisión Nacional |
| 1997 | Tic tac               | jefe de guion                   | Televisión Nacional |
| 1998 | Borrón y cuenta nueva | supervisor de texto             | Televisión Nacional |
| 1999 | Aquelarre             | supervisor de texto             | Televisión Nacional |
| 2003 | 16                    | supervisor de texto             | Televisión Nacional |
| 2004 | 17                    | supervisor de texto             | Televisión Nacional |